# Transport ferroviaire en Uruguay

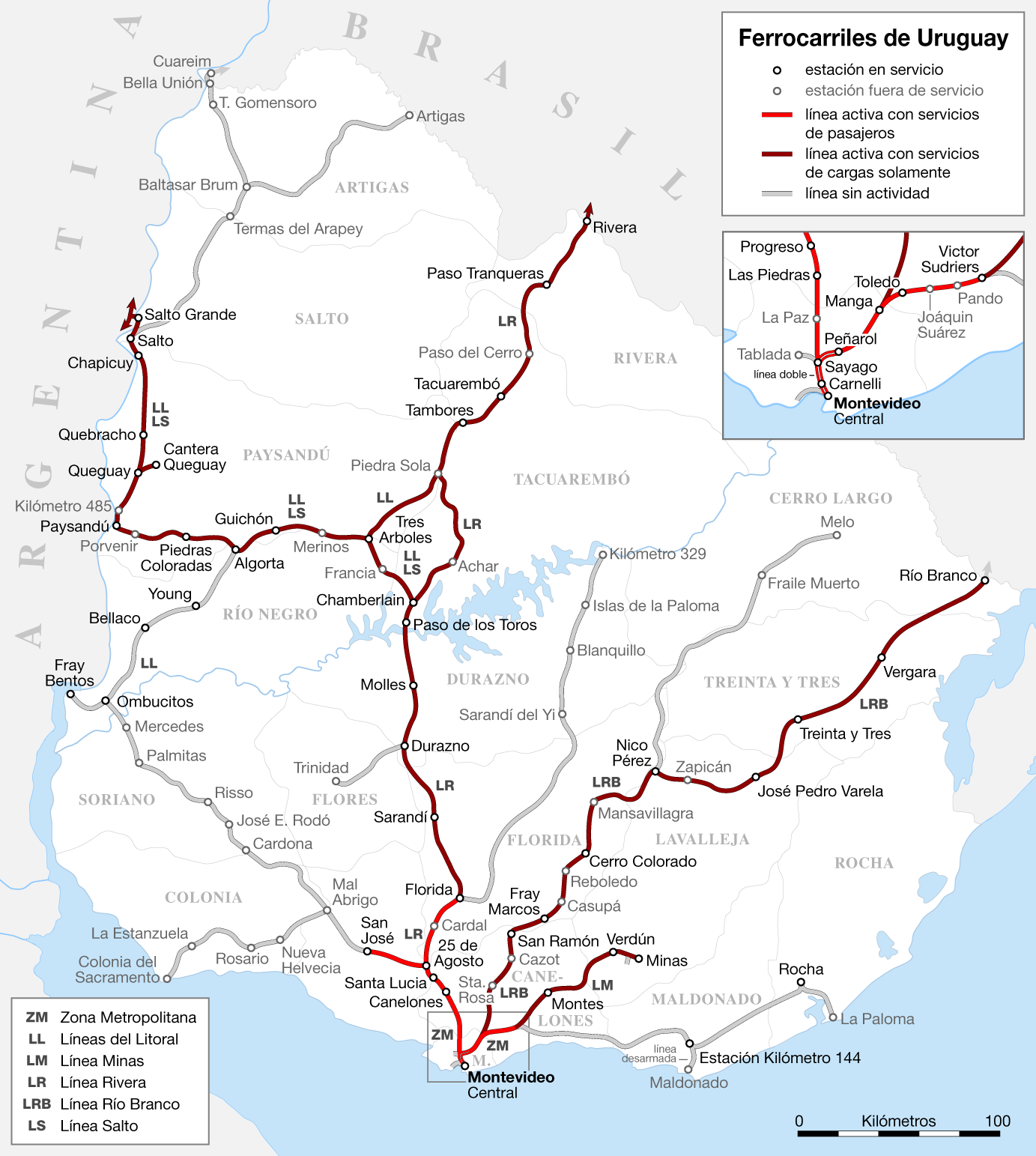
Carte du réseau ferroviaire uruguayen.

Le réseau de transport ferroviaire en Uruguay compte 3 000 km de lignes à voie unique et à écartement normal (1 435 mm), non électrifiées. Parmi ceux-ci, 1 553 km sont fermés. L'Administracion de Ferrocarriles del Estado (AFE) est responsable du réseau. Seuls 11 km, à la sortie de Montevideo, sont à double voie. L'infrastructure étant dans un état dégradé la vitesse des trains est limitée.
L’exploitation donne la priorité au trafic de marchandises (conteneurs, bois en grumes, ciment), le gouvernement ayant décidé en 1987 la suppression de tous les services voyageurs. Depuis, quelques lignes ont été rouvertes aux voyageurs, dont la liaison Montevideo – Veinticinco de Agosto en 1993 (2023: hors service en raison de travaux de construction). Les trains de voyageurs circulent entre Tacuarembó et Rivera (2023).
Le projet Ferrocarril Central a pour objectif la construction d’une ligne ferroviaire de 266 km, qui reliera la capitale Montevideo à l'usine de cellulose du groupe finlandais UPM (située à Paso de los Toros). Le projet Ferrocarril Central porté par Groupe NGE, concessionnaire aux côtés de deux entreprises uruguayennes et d’une entreprise espagnole (SACYR) a pour objectif la construction de cette ligne ferroviaire.